# Liste der Baudenkmäler in Perkam
Auf dieser Seite sind die Baudenkmäler in der niederbayerischen Gemeinde Perkam zusammengestellt. Diese Tabelle ist eine Teilliste der Liste der Baudenkmäler in Bayern. Grundlage ist die Bayerische Denkmalliste, die auf Basis des Bayerischen Denkmalschutzgesetzes vom 1. Oktober 1973 erstmals erstellt wurde und seither durch das Bayerische Landesamt für Denkmalpflege geführt wird. Die folgenden Angaben ersetzen nicht die rechtsverbindliche Auskunft der Denkmalschutzbehörde.

## Baudenkmäler nach Ortsteilen

### Perkam
| Lage                               | Objekt                                     | Beschreibung | Akten-Nr.    | Bild           |
| ---------------------------------- | ------------------------------------------ | --- | ------------ | -------------- |
| Thalkirchener Straße 30 (Standort) | Katholische Pfarrkirche Mariae Himmelfahrt | Chor und Turm gotisch, Langhaus barock, 1842 verlängert; mit Ausstattung Seelenkapelle im Friedhof, kleine barocke Anlage | D-2-78-172-1 | weitere Bilder |

### Pilling
| Lage                      | Objekt   | Beschreibung                           | Akten-Nr.    | Bild |
| ------------------------- | -------- | -------------------------------------- | ------------ | ---- |
| Hauptstraße 11 (Standort) | Kruzifix | 18. Jahrhundert nicht nachqualifiziert | D-2-78-172-7 | BW   |

### Radldorf
| Lage                        | Objekt                                  | Beschreibung | Akten-Nr.    | Bild                                    |
| --------------------------- | --------------------------------------- | --- | ------------ | --------------------------------------- |
| Bahnhofstraße 16 (Standort) | Kruzifix                                | Lebensgroß, Anfang 18. Jahrhundert; am Lagerhaus nicht nachqualifiziert, im Bayerischen Denkmal-Atlas nicht kartiert | D-2-78-172-6 | Kruzifix                                |
| Dorfstraße 6 (Standort)     | Dorfkapelle, sogenannte Brunner-Kapelle | Errichtet 1911; mit Ausstattung                                                                                      | D-2-78-172-5 | Dorfkapelle, sogenannte Brunner-Kapelle |
| Dorfstraße 12 (Standort)    | Eingeschossiges Wohnstallhaus           | Verputzter Blockbau mit verschaltem Giebel und Schrot, Anfang 18. Jahrhundert Geschnitzte Haustür                    | D-2-78-172-4 | BW                                      |
| Dorfstraße 14 (Standort)    | Bauernhaus                              | Mit umlaufendem Schrot und Halbwalmdach, Holzteile erneuert, im Kern wohl Anfang 19. Jahrhundert; erneuert 1928      | D-2-78-172-3 | BW                                      |

## Ehemalige Baudenkmäler
In diesem Abschnitt sind Objekte aufgeführt, die früher einmal in der Denkmalliste eingetragen waren, jetzt aber nicht mehr. Objekte, die in anderem Zusammenhang also z. B. als Teil eines Baudenkmals weiter eingetragen sind, sollen hier nicht aufgeführt werden. Aktennummern in diesem Abschnitt sind ehemalige, jetzt nicht mehr gültige Aktennummern.

| Lage                            | Objekt    | Beschreibung                                                   | Akten-Nr.    | Bild |
| ------------------------------- | --------- | -------------------------------------------------------------- | ------------ | ---- |
| Perkam Bergstraße 25 (Standort) | Pfarrhaus | Stattlicher Walmdachbau, im Kern zweite Hälfte 18. Jahrhundert | D-2-78-172-2 | BW   |